# Jun Po-son
Jun Po-son (korejsky 윤보선, hančča 尹潽善; 26. srpna 1897, Asan – 18. července 1990, Soul) byl jihokorejský politik. V letech 1960–1962 byl prezidentem Jižní Koreje. V letech 1949–1950 byl ministr obchodu a průmyslu. Zastával též funkce starosty Soulu či prezidenta jihokorejského Červeného kříže.
Zpočátku stál na straně poválečného autoritářského prezidenta I Sung-mana, který ho jmenoval do vlády i do pozice starosty Soulu. Postupně však Jon stále více kritizoval nedemokratické praktiky a dostával se do opozice. Když byl I Sung-man roku 1960 přinucen rezignovat po velkých studentských bouřích, byl Jon Po-son zvolen prezidentem, jako figura, která symbolizovala demokratizační snahy, a která může v zemi zavést skutečný parlamentní systém. Jon se o to skutečně pokoušel, ale čelil stále většímu chaosu v zemi. Nedařilo se mu ani poskládat skutečně funkční kabinet. Roku 1961 proto provedl generál Pak Čong-hui vojenský převrat a převzal moc v zemi. Jon zůstal nějaký čas ve funkci a pokoušel se s Pakem spolupracovat, ale nakonec pochopil, že Pak míří k diktatuře a roku 1962 rezignoval. Byl poté jedním z hlavních kritiků dlouhé Pakovy vlády.